# Manis Jaya
Manis Jaya is een bestuurslaag in het regentschap Tangerang van de provincie Banten, Indonesië. Manis Jaya telt 17.960 inwoners (volkstelling 2010).